# Майкоп (аеропорт)
Аеропорт Майкоп — колишній цивільний аеропорт 2 класу, розташований на півночі від Майкопу, Адигея, Росія.
Недоліком цього аеродрому є ґрунтова ЗПС, у зв'язку з чим аеродром міг приймати турбогвинтові літаки тільки в період стійкої сухої погоди; з цієї причини великі перспективи для використання і розвитку має інший аеропорт, розташований поблизу Майкопа — «Ханська».
Аеродром не експлуатується з 2009 року.
1. ↑  РАСПОРЯЖЕНИЕ РОСАВИАЦИИ ОТ 11.09.2009 N ГК-174-Р "ОБ ИСКЛЮЧЕНИИ ИЗ ГОСУДАРСТВЕННОГО РЕЕСТРА ГРАЖДАНСКИХ АЭРОДРОМОВ РОССИЙСКОЙ ФЕДЕРАЦИИ ГРАЖДАНСКОГО АЭРОДРОМА МАЙКОП И АЭРОДРОМА ГОСУДАРСТВЕННОЙ АВИАЦИИ МАЙКОП (ХАНСКАЯ)". rulaws.ru. Архів оригіналу за 16 серпня 2023. Процитовано 17 серпня 2023.